# Whittier (California)
Whittier es una ciudad del condado de Los Ángeles, California, Estados Unidos, aproximadamente a 19 kilómetros (12 millas) de la ciudad de Los Ángeles. Según el censo de 2005 la ciudad tiene una población de 86.671 habitantes.

## Demografía
La población de Whittier es de 86.671 habitantes, 28.271 viviendas y 20.468 familias, aunque se espera que la población aumente a 90.041 habitantes para el año 2020. Su densidad de población es de 2.208,4/km². La conformación racial de la ciudad fue de 63.2% blancos, 1.2% afroestadounidenses, 1.3% amerindios, 3.3% asiáticos, 0.2% isleños del Pacífico, 25.8% otras razas y 5.0% de dos o más razas. Hispanos o latinos de cualquiera raza son el 55.9% de la población.

## Geografía y clima
De acuerdo con la Oficina del Censo de los Estados Unidos, la ciudad tiene un área de 37,9 km² (14.8 mi2). Está rodeada por Hacienda Heights por el nordeste e Industria por el norte junto con varias comunidades del Valle de San Gabriel. Al oeste de Witthier encontramos Pico Rivera, al este La Habra Heights, La Habra al sureste y Santa Fe Springs al sur.
| Parámetros climáticos promedio de Whitter CA (Wx-Station located 4.5mi NNW at Montebello, CA 1971-2000 Normals) | Parámetros climáticos promedio de Whitter CA (Wx-Station located 4.5mi NNW at Montebello, CA 1971-2000 Normals) | Parámetros climáticos promedio de Whitter CA (Wx-Station located 4.5mi NNW at Montebello, CA 1971-2000 Normals) | Parámetros climáticos promedio de Whitter CA (Wx-Station located 4.5mi NNW at Montebello, CA 1971-2000 Normals) | Parámetros climáticos promedio de Whitter CA (Wx-Station located 4.5mi NNW at Montebello, CA 1971-2000 Normals) | Parámetros climáticos promedio de Whitter CA (Wx-Station located 4.5mi NNW at Montebello, CA 1971-2000 Normals) | Parámetros climáticos promedio de Whitter CA (Wx-Station located 4.5mi NNW at Montebello, CA 1971-2000 Normals) | Parámetros climáticos promedio de Whitter CA (Wx-Station located 4.5mi NNW at Montebello, CA 1971-2000 Normals) | Parámetros climáticos promedio de Whitter CA (Wx-Station located 4.5mi NNW at Montebello, CA 1971-2000 Normals) | Parámetros climáticos promedio de Whitter CA (Wx-Station located 4.5mi NNW at Montebello, CA 1971-2000 Normals) | Parámetros climáticos promedio de Whitter CA (Wx-Station located 4.5mi NNW at Montebello, CA 1971-2000 Normals) | Parámetros climáticos promedio de Whitter CA (Wx-Station located 4.5mi NNW at Montebello, CA 1971-2000 Normals) | Parámetros climáticos promedio de Whitter CA (Wx-Station located 4.5mi NNW at Montebello, CA 1971-2000 Normals) | Parámetros climáticos promedio de Whitter CA (Wx-Station located 4.5mi NNW at Montebello, CA 1971-2000 Normals) |
| Mes | Ene. | Feb. | Mar. | Abr. | May. | Jun. | Jul. | Ago. | Sep. | Oct. | Nov. | Dic. | Anual |
| --- | --- | --- | --- | --- | --- | --- | --- | --- | --- | --- | --- | --- | --- |
| Temp. máx. abs. (°C)                                                                                            | 32.8 | 35 | 37.8 | 40 | 40.6 | 42.2 | 42.2 | 41.1 | 45 | 41.1 | 37.8 | 31.1 | 45 |
| Temp. máx. media (°C)                                                                                           | 21.5 | 21.8 | 22.6 | 25.2 | 26.8 | 29.6 | 32.2 | 33 | 32.5 | 29 | 24.6 | 21.5 | 27.8 |
| Temp. media (°C)                                                                                                | 16.6 | 16.7 | 17.6 | 18.5 | 20.1 | 22.6 | 25.3 | 25.8 | 25.4 | 21.8 | 17.6 | 15 | 21.3 |
| Temp. mín. media (°C)                                                                                           | 9.4 | 9.8 | 10.3 | 11.7 | 13.8 | 16.6 | 17.9 | 19.7 | 19.3 | 15.2 | 11.1 | 8.5 | 14.9 |
| Temp. mín. abs. (°C)                                                                                            | -1.1 | -1.7 | 0.6 | 3.9 | -1.1 | -1.1 | 3.3 | 6.7 | 10 | 6.7 | 2.8 | -1.1 | -1.7 |
| Precipitación total (mm)                                                                                        | 89.7 | 91.4 | 74.7 | 22.9 | 5.8 | 1.5 | 0.3 | 0.5 | 4.3 | 7.9 | 25.4 | 42.4 | 366.8 |
| Fuente: http://www.wrccdri.edu/cgi-bin/cliMAIN.pl?ca5790                                                        | | | | | | | | | | | | | |

## Monumentos históricos y lugares de entretenimiento
- Rose Hills Memorial Park, el cementerio más grande de una sola ubicación del mundo
- La Principia Discordia fue revelada a sus autores en la bolera local de Whittier
- Pio Pico State Historic Park, el último hogar de Pío Pico, quien era el último gobernador mexicano de Alta California

## Personas notables
- M. F. K. Fisher, escritora de comida estadounidense
- Lou Henry Hoover, esposa del presidente Herbert Hoover
- Richard Nixon, el trigésimo séptimo presidente de los Estados Unidos
- Taylor Gray, actor estadounidense
- Greg Hancock, motociclista estadounidense que hace el speedway
- Tina Yothers, actriz y cantante
- Michael Sweet, músico de rock cristiano.
- Fergie, cantante.
- Eazy-E, cantante de Gansta Rap.
- Ice Cube, cantante de Gansta Rap y actor.
- Dr.Dre, cantante de Gansta Rap y Dj.
- Cameron Dallas, modelo y actor.
- Laura Mellado, Influencer, diseñadora, YouTuber y mujer de negocios.
- Ayesha Erotica, cantante, productora, compositora y DJ.